# Segle XXV aC
El segle XXV aC és un període de l'edat antiga que suposa l'entrada massiva de Sud-amèrica en la història i l'auge de l'Índia com a civilització. La sedentarització s'estén per zones d'Europa, Àsia i Àfrica.

## Política
La dinastia V d'Egipte continua la tasca dels seus predecessors, amb la construcció de piràmides i l'engrandiment del regne amb tractes de vassallatge. El mític Haik, fundador d'Armènia, hauria viscut en aquests anys. La civilització de la vall de l'Indus arriba a la màxima expansió territorial. Eannatum I fou el monarca sumeri més destacat del segle. A Groenlàndia es va desenvolupar la cultura Saqqaq.

## Economia i societat
Es consolida el patriarcat a la Xina amb les reformes de l'emperador Zhuanxu. A la península Ibèrica floreix la cultura de Los Millares, especialitzada en el treball del coure i el cuir. Els pobles del Perú fan ús abundant del cotó. Els primers papirs que es conserven amb text són el diari de Merer, uns documents administratius trobats a Wali al Gerf, a la riba del Mar Roig, que daten de la Dinastia IV cap al 2500 aC, i coincideixen amb l'estàtua d'un escriba més antiga coneguda.

## Invencions i descobriments
S'inventa l'arc compost, que permet llançar fletxes a més distància i suposa un avantatge en la guerra, especialment més endavant quan els arquers muntaran a cavall o en carro per sumar velocitat a la seva destresa. S'ideen noves tècniques de pesca a Escandinàvia.

## Art, cultura i pensament
Els escribes ocupen un lloc destacat en la transmissió cultural a Sumer, amb escoles i rangs propis. Gràcies a la seva feina es conserven documents i textos literaris d'aquesta època.